# أتامبوا
أتامبوا (بالإنجليزية: Atambua)‏ هي district of Indonesia تقع في إندونيسيا في نوسا تنقارا الشرقية. يقدر عدد سكانها بـ 42,888 نسمة ومساحتها 32.8 كم2 .